# María Dolores Rodríguez Sopeña
María Dolores Rodríguez Sopeña, I.C.D.S. (30. prosince 1848 Vélez-Rubio – 10. ledna 1918 Madrid) byla španělská římskokatolická řeholnice, zakladatelka a členka kongregace Sester z Katechetického institutu Dolores Sopeña. Katolická církev ji uctívá jako blahoslavenou.

## Život
Narodila se dne 30. prosince 1848 jako čtvrté ze sedmi dětí Tomasi Rodríguezi Sopeña a Nicolase Orteze Salomon. Pokřtěna byla následující měsíc.
Její otec, ač vystudovaný v právu, pracoval jako správce farmy. Později se však stal soudcem a roku 1866 byl povýšen na advokáta. Povolání jejího otce ji vystavilo vyšším společenským kruhům, avšak radši se přátelila s chudými, které navštěvovala se svou matkou. Roku 1869 byl její otec vyslán do Portorika, kam s sebou vzal i nejstaršího syna. Po otcově dojezdu se spolu se svoji matkou a většinou sourozenců přestěhovala do Madridu. V roce 1856 podstoupila operaci zraku, avšak nadále měla omezený zrak. Starala se o chudé a nemocné, zejména o malomocného a dvě sestry trpící tyfem. V roce 1872 se pak s rodinou přestěhovala za otcem do Portorika.
Věnovala se také výuce katechizmu na školách a v ženské věznici. Založila Asociaci Sodality Panny Marie a zároveň založila školy pro znevýhodněné děti. V roce 1873 byl její otec jmenován státním úředníkem pro Santiago de Cuba. Právě tam založila vzdělávací centra, kde také sama vyučovala katechismus a poskytovala lékařskou pomoc. Pokoušela se připojit k sestrám vincentkám, ale nebyla přijata pro svůj špatný zrak. Její matka zemřela v roce 1877 na Kubě. Po otcově odchodu do důchodu se s ním přestěhovala do Madridu. Zde také v roce 1883 její otec zemřel. Jejím duchovním vůdcem se v Madridu stal jezuitský kněz López Soldado. V roce 1883 vstoupila do řeholního dumu salesiánů Dona Boska, avšak po krátké době z něj odešla, jelikož zde necítila své povolání.
V roce 1885 zřídila společenský dům, který fungoval jako středisko služeb pro chudé z okolí. Začala navštěvovat chudinskou čtvrť. Během příštích let založila několik dalších dobročinných institucí. V letech 1896–1900 podnikla 199 cest po celé zemi, aby založila a upevnila své dílo. V roce 1900 podnikla pouť do Říma, kde navštívila hrob sv. Petra.
Dne 24. září 1901 založila ženskou řeholní kongregaci Sester z Katechetického institutu Dolores Sopeña. Po schválení nové kongregace byla roku 1910 byla zvolena její první generální představenou. Jí založená kongregace se poté rozrostla o nové členky i řeholní domy v mnoha zemích světa.
Zemřela dne 10. ledna 1918 v Madridu, kde jsou také v kapli mateřského domu jí založené kongregace uchovávány její ostatky.

## Úcta
Její beatifikační proces započal dne 19. června 1980, čímž obdržela titul služebnice Boží. Dne 11. července 1992 ji papež sv. Jan Pavel II. podepsáním dekretu o jejích hrdinských ctnostech prohlásil za ctihodnou. Dne 23. dubna 2002 byl uznán zázrak na její přímluvu, potřebný pro její blahořečení.
Blahořečena pak byla dne 23. března 2003 na Svatopetrském náměstí papežem sv. Janem Pavlem II.
Její památka je připomínána 10. ledna. Bývá zobrazována v řeholním oděvu. Je patronkou jí založené kongregace.